# Canthon balteatus
Canthon balteatus là một loài bọ cánh cứng trong họ Bọ hung (Scarabaeidae).